# Diecezja Caxias do Maranhão
Diecezja Caxias do Maranhão (łac. Dioecesis Caxiensis in Maragnano) – diecezja Kościoła rzymskokatolickiego w Brazylii. Należy do metropolii São Luís do Maranhão, wchodzi w skład regionu kościelnego Nordeste V. Została erygowana przez papieża Piusa XII bullą Si qua dioecesis nimia w dniu 22 lipca 1939.

## Główne świątynie
- Katedra: Katedra Matki Bożej Lekarki Chorych w Caxias

## Biskupi diecezjalni
- Luís Gonzaga da Cunha Marelim CM (1941–1981)
- Jorge Tobias de Freitas (1981–1986)
- Luís d’Andrea OFMConv (1987–2010)
- Vilson Basso SCJ (2010–2017)
- Sebastião Lima Duarte (od 2017)